# Kalidesel
Kalidesel is een bestuurslaag in het regentschap Wonosobo van de provincie Midden-Java, Indonesië. Kalidesel telt 1664 inwoners (volkstelling 2010).